# Ботафогу (футбольний клуб, Рібейран-Прету)
«Ботафогу» (порт. Botafogo) — бразильський футбольний клуб, який базується в місті Рібейран-Прету, штат Сан-Паулу. Заснований 12 жовтня 1918 року.